# Nicolas Cantu
Nicolas Cantu, auch bekannt unter seinem YouTube-Pseudonym Junky Janker (* 8. September 2003 in Austin) ist ein US-amerikanischer Synchronsprecher, Filmschauspieler und YouTuber.

## Leben und Wirken
Cantu wuchs als mittleres von drei Kinder in Austin auf. Seine erste Rolle spielte in einem Film für die Stadt San Antonio, bevor er 2017 in einer Episodenrolle in der Sitcom Teachers zu sehen war. Sein erstes Engagement als Synchronsprecher hatte er von 2016 bis 2018 in Sofia die Erste – Auf einmal Prinzessin, dort ist er im englischsprachigen Original in der Rolle von Prinz James zu hören. Ebenfalls 2016 war er das erste Mal in The Powerpuff Girls zu hören, in der Serie synchronisierte er bis 2019 in 110 Folgen verschiedenen Charaktere. Von 2017 bis 2019 war er ab der fünften Staffel in Die fantastische Welt von Gumball in der Titelrolle Gumball Watterson, der im deutschsprachigen Raum von Marcel Mann synchronisiert wird, zu hören. 2019 und 2020 spielte er in jeweils einer Folge The Unicorn und seit 2020 ist der in The Walking Dead: World Beyond in einer Hauptrolle zu sehen.  
Cantu betreibt unter dem Namen Junky Janker einen YouTube-Channel, auf dem er komödiantische Inhalte hochlädt. Der Channel hat im Oktober 2020 knapp eine halbe Million Follower.

## Filmografie (Auswahl)

### Als Synchronsprecher
- 2016–2018: Sofia die Erste – Auf einmal Prinzessin (Sofia the First, Fernsehserie, 14 Folgen)
- 2016–2017: Lego Star Wars: Die Abenteuer der Freemaker (Lego Star Wars: The Freemaker Adventures, Fernsehserie, 31 Folgen)
- 2016–2018: Future-Worm! (Fernsehserie, 6 Folgen)
- 2016–2019: The Powerpuff Girls (Fernsehserie, 110 Folgen)
- 2017: Hey Arnold! Der Dschungelfilm (Hey Arnold! The Jungle Movie)
- 2017–2019: Die fantastische Welt von Gumball (The Amazing World of Gumball, Fernsehserie, 69 Folgen)
- 2020: Dragons: Rescue Riders: Secrets of the Songwing
- 2023: Teenage Mutant Ninja Turtles: Mutant Mayhem
- seit 2024: Die Abenteuer der Teenage Mutant Ninja Turtles (Tales of the Teenage Mutant Ninja Turtles, Fernsehserie, Stimme)

### Als Schauspieler
- 2017: Teachers (Fernsehserie, Folge 2.09)
- 2017: Vikes
- 2018: The Good Place (Fernsehserie, Folge 3.08)
- 2019: Bizaardvark (Fernsehserie, Folge 3.16)
- 2019–2020: The Unicorn (Fernsehserie, Folgen 1.01 und 1.18)
- 2020–2021: The Walking Dead: World Beyond (Fernsehserie)
- 2022: Die Fabelmans (The Fabelmans)

## Auszeichnungen
Annie Award 2018
- Nominierung in der Kategorie Synchronsprecher in einer animierten Fernsehproduktion für Die fantastische Welt von Gumball